# ايومنيوم
إيومنيوم (باللاتينية: Iomnium) هو الاسم القديم من الفترة الرومانية عام 147 ق.م لمدينة تيڨزيرت الحالية (بالأمازيغية تعني «جزيرة»)، وتقع شمال ساحل البحر الأبيض المتوسط على بعد 120 كم شرق العاصمة الجزائر، وعلى بعد 30 كم شمال مدينة تيزي وزو، ولاية تيزي وزو في منطقة القبائل الكبرى، الجزائر.

## اسم
ايومنيوم هو تينيزأيشن من المدينة البونية الاسم، والذي يبدو أن الجمع بين ʾY (Punic) و ʾMN (𐤀𐤌𐤍)، ومعنى «جزيرة قوية» أو «شبه جزيرة القوة». يمكن أن يعني جذر سامي نفسه أيضًا «حرفي»، «حرفي»، وج.

## التاريخ
تأسست المدينة كمستعمرة على الطريق التجاري بين فينيقيون ومضيق جبل طارق. شكلت جزءا من الإمبراطورية القرطاجية وشغل منصب الميناء للقلعة في روسيبيسير (الوقت الحاضرتكسبت) 3 كيلومتر (2 ميل) إلى الشرق.
سقطت تحت الهيمنة الرومانية بعد الحروب البونية. تحت الحكم الروماني، كانت مدينة أيومنيوم تتمتع بمركز مدينة أصلية (civitas)  في محافظة النميدية. وقد كشفت الحفريات على الروماني متوسطة الحجم مركز تجاري. كان به منتدى، ومعبد، ومحكمة، ومكتب قضاة. وضعت شوارعها الرومانية على شبكة. تم العثور على حمام عام وفسيفساء رومانية، مع نقوش وتماثيل منتشرة حولها.
تم الفتح الإسلامي للمغرب مع بقية المنطقة المحيطة بها خلال أواخر السابع   مئة عام.
تأخر تحديد آثارها لفترة طويلة بسبب الأخطاء في ذكرها في اللوحة البويتينغرية، التي وضعت «42 ميلًا» غرب روسيبيسير بدلاً من المسافة الفعلية التي تبلغ حوالي 2 ميل. Iomnium، وليس إيول، ربما هي أيضا Ioulíou (Greek) التي ذكرها <i id="mwVA">كتاب الطواف</i> من الزائفة Scylax، هذا النص ربما يمثل خطأ طباعي من الاسم الأصلي.

## أطلال

### الكنيسة الكبرى
بازيليك إيومنيوم العظيمة، والتي يشار إليها أيضًا باسم الكاتدرائية، حيث يبدو من المرجح أن كنيسة بهذا الحجم كانت تضم مقر الأسقف نفسه، وهي تقع بين الأسوار البيزنطية والرومانية، ولكنها أقرب بكثير إلى الأسوار الرومانية التي لا يفصلها عنها سوى بضعة أمتار. كانت كنيستان أخريان نعرفهما في المدينة تقعان بنفس الطريقة. كان من الشائع تشييد مبانٍ دينية جديدة في الضواحي بالقرب من أسوار المدينة. في هذه الأجزاء النائية من المدن، حيث كانت الأراضي أقل تنافساً مع المساكن، كانت هناك مواقع كبيرة إلى حد ما متاحة. في تيباسا، تم وضع كنيسة الكاتدرائية أيضًا بهذه الطريقة، ولكن مع ميزة إضافية تلك ذات الأعمدة المنفردة، وهي الأكثر شيوعاً، وتلك ذات الأعمدة المربعة، وتلك التي تجمع بين الأعمدة والأعمدة، وأخيراً تلك ذات الأعمدة المزدوجة، والتي لا يوجد منها سوى القليل من الأمثلة المعروفة في أفريقيا. تنتمي كنيسة إيومنيوم إلى هذه الفئة الأخيرة؛ ولكن في الصفين الأقرب إلى الممرات، كانت الأعمدة تحل أحياناً محل الأعمدة.
وقد تميزت الواجهة الرئيسية للكنيسة ببناء من الحجر في صحن الكنيسة بجدران سمكها متر واحد، بينما كانت الأجزاء الجانبية المقابلة للممرات أرق من ذلك حيث كانت سماكة جدرانها 0.60 م فقط. لم تكن هناك أبواب تفتح على الممرات؛ وبدلاً من ذلك كان هناك خليج ثلاثي يتيح الوصول إلى صحن الكنيسة، محاطاً بأربعة أعمدة كبيرة محفوظة على ارتفاعات متفاوتة. كانت هذه الأبواب، التي لم يكن لها حوافّ مخروطية، مغلقة بعوارض متقاطعة. تم تعديل أعمدة الواجهة، التي كانت في البداية ذات أبعاد متساوية، لتصغير حجم الأبواب الجانبية. كانت قواعد الأعمدة مصنوعة من الحجارة، وفوقها أقواس نصف دائرية. كانت بعض العناصر المعمارية، مثل الكتل على شكل حرف T، موجودة لتعزيز الهيكل. كانت قواعد الأقواس ترتكز على طبقات متدلية تشكل أفاريز أو أفاريز تستحوذ على كامل سُمك الجدران الجانبية.
في الداخل، تشهد البقايا على التصميم المعماري للكنيسة. على اليسار، دُمر الرواق إلى حد كبير ولم يتبق منه سوى آثار غامضة. أما على اليمين، وعلى الرغم من الحفاظ عليه جزئياً، إلا أنه يقع على الأرض. ترتكز الأعمدة، التي يتراوح ارتفاعها بين 2.95 م و3.05 م، على نرد من الأرض، دون قاعدة خاصة بها. الخليج الأول مسدود جزئيًا بجدار منفصل عن أعمدة الواجهة، ربما لتدعيم الرواق. ترتكز الأعمدة المنحدرة على الحطام، في حين يحل عمود مربع محل عمود. تُعد التغييرات الهيكلية دليلاً على تكييف المواد القديمة مع الإنشاءات الجديدة. تُظهر الخلجان المتتالية أعمدة مقلوبة، مما يكشف عن التصميم المعماري. تفصل الأعمدة المزدوجة صحن الكنيسة عن الحنية، في حين أن عمودين منفصلين يمثلان مدخل الحنية. كانت الحنية المرتفعة تضم مذبحاً وأعمدةً ربما كانت تدعم على الأرجح حنية. تشير التفاصيل مثل الأخاديد العمودية إلى موقع الحواجز المتحركة. تحمل قواعد الأعمدة منحوتات متقنة، بينما تزين الزخارف المسيحية عضادات الأبواب. وللخزائن المقدسة المجاورة أبواب داخلية وخارجية، مما يوفر مدخلاً منفصلاً لرجال الدين. وتكشف أجزاء من الفسيفساء عن مستويات الأرضية والسلالم التي اختفت. وهناك جدار من الأنقاض أمام الواجهة يوحي بوجود دهليز، ولكن دوره الدقيق لا يزال غير مؤكد.

خريطة أطلال تيقزيرت

### مبانٍ متنوعة
يحتوي المبنى الذي يحمل علامة A على المخطط المرفق، وهو عبارة عن رباعي الزوايا واسع مجاور للمعبد، على بعض الملامح المعمارية الرائعة. تم اكتشاف أعمدة، بعضها مدفون جزئياً. كان هناك عمودان قائمين وقواعدهما على عمق 2.50 متر. ومن الاكتشافات المهمة نقش عثر عليه في الداخل، يشير إلى مدينتي رُسوكورو وإومنيوم، مما يشير إلى استخدام مدني أو ديني، ربما يرتبط بالتجارة أو العبادة.
المبنى (ب) (انظر المخطط)، وهو مستطيل كبير يبلغ طوله حوالي 45 متراً، ويمتد بموازاة الشارع المؤدي إلى المعبد. وعلى الرغم من أنه لم يتم التنقيب فيه، إلا أن هندسته المعمارية وموقعه يوحي بتفسيرات مختلفة لوظيفته وأهميته داخل المجمع الحضري.
يتميز المبنى الذي يحمل العلامة C على المخطط بنصب تذكاري كبير بالقرب من نهاية الرأس، بواجهة طولها حوالي 35 متراً. يتميز هذا المبنى الضخم بجدران مهيبة وأعمدة محفوظة بشكل جيد. ويوحي اكتشاف مبنى آخر على الجانب الغربي من الرأس، يتألف من مصاطب ترتفع إلى مستوى البلدة، بتنظيم حضري متطور واستخدام ذكي للتضاريس الطبيعية.
ويقع المبنى D، وهو عبارة عن مربع طوله 17 متراً تقريباً، إلى الشرق بمحاذاة المعبد. وعلى الرغم من التعديلات التي أُدخلت عليه خلال الفترة البربرية، فقد تم الحفاظ على السمات المعمارية المميزة، بما في ذلك نقش محفور بارز على إحدى الكتل التي تم الكشف عنها، مما يوفر معلومات قيمة عن وظيفة المبنى وتاريخه.
أما بالنسبة للمبنى E، الواقع في الزاوية الشرقية من السور البيزنطي، فقد تم اكتشاف بعض الاكتشافات الرائعة. فبالإضافة إلى اكتشاف عمودين ضخمين يبلغ ارتفاعهما 3.35 متر، لوحظت سمات معمارية غير نمطية، لا سيما غياب القوالب على قواعد الأعمدة. وتثير هذه السمة، بالإضافة إلى وجود أعمدة أسطوانية بدلاً من الأعمدة المخروطية الشكل، تساؤلات مثيرة للاهتمام حول أصل هذا المبنى وتطوره المعماري.
كشف المبنى F عن وجود صفين من الأعمدة المتوازية عندما قام السيد ليكول، المالك، بإخلاء الموقع. وقد كشف هذا الاكتشاف عن غرفة كبيرة على شكل بازيليكا يبلغ طولها حوالي 25 متراً، بمسافة 6.35 متر بين الصفين. ويوجد داخل إحدى الخلجان بئر مربعة بقياس 0.70 متر في 0.85 متر، مع عتبة ومضرب، تشهد على وجود غطاء صلب. أما المدخل المفترض للغرفة، المحاذي للمحور الجنوبي، فيتميز بعتبة مساحتها 1.70 م في 0.60 م، تقع بين عمودين بقاعدة علوية وتاج أيوني.
من المحتمل أن يكون هناك عمود مشابه لتلك الموجودة في المبنيين E و E مكرر، ولكنه أكبر حجماً، يقف على بعد أمتار قليلة إلى الجنوب، بالقرب من الشارع. يبلغ ارتفاع هذا العمود المتراص الملحوظ 4 أمتار على الأقل، ويبلغ محيطه 1.80 متر، أي ما يقابل قطره 0.59 متر. ويظهر هيكله الأسطواني، مع عدم وجود انخفاض نحو الأعلى، أنه كان بدائي الحجم.

### بازيليك أخرى
يكشف وصف البازيليكا التي اختفت الآن، والواقعة في الجزء الجنوبي من المدينة مقابل السور الروماني، عن أساسات مدفونة تحت الطريق والقطع 30 و31 و32. تم عمل رسم تخطيطي سريع عندما استولى البناؤون على الموقع. كان مستطيلاً مساحته 25 في 13 متراً، مقسماً إلى ثلاث بلاطات بواسطة صفين من الأعمدة المربعة، سبعة أو ثمانية في كل صف. في النهاية كان هناك حنية عميقة بقياس 4.50 في 7 أمتار.
أما بازيليك السرداب، الذي يقع على بعد خمسين متراً إلى الجنوب من البازيليكا الرئيسية، فقد كان له ميزة رائعة بطبقتين من طابقين، بما في ذلك الطابق السفلي. كان الطابق السفلي، الذي تم استكشافه قبل خمس سنوات، يحتوي على ثلاثة أقبية أسطوانية منخفضة قليلاً، كل منها 3.30 م في 7.20 م، متصلة بأقواس. وقد تحول الطابق السفلي إلى حفرة بعد أن غمرته المياه، في حين أن الطابق العلوي، الذي تم ردمه إلى عمق متر واحد تقريباً، لم يكشف عن أي مخطط مرئي ولكنه احتفظ بشكل البازيليكا.
تقع بازيليكا المقبرة على تلة مقابلة للبازيليكا الكبرى، خلف الوادي الصغير (تارغا روميزغا)، وقد حددها باربييه كمبنى جنائزي وحددها فيجنيرال كمعبد. على الرغم من العثور على عدد قليل من المقابر الوثنية في هذه المقبرة، إلا أن المقابر المسيحية كانت على الأرجح أكثر عدداً. ولسوء الحظ، استُخدمت أنقاض هذه الكنيسة كمصدر لمواد البناء للقرية المحيطة بها، مما حد من الاكتشافات الأثرية. ومع ذلك، فقد كشفت الحفر الاختبارية والحفريات عن تخطيط المبنى، وهو أمر مثير للاهتمام بالتأكيد، بالإضافة إلى وظيفته الجنائزية.
تتخذ الكنيسة المواجهة للغرب شكل مستطيل مساحته 14.50 م في 1.50 م، مع ثلاث بلاطات وحنية في الشرق. الجدران مبنية من الركام مع سلاسل من الحجر على مسافات منتظمة، وهي ليست ذات جودة عالية. هناك صفان من الأعمدة، يشكل كل منهما خمسة أبراج، يفصلان بين الأروقة. وقد اكتشفت طبلات الأروقة، وبعضها مرصع في مبنى الإدارة، وتتميز بزخارف مختلفة مثل الوردة ذات الست أوراق والنجمة المكونة من مربعين متداخلين.

### التحصينات
يمكن رؤية خطي التحصينات الرومانية التي كانت تدافع عن شبه الجزيرة التي تقع عليها المدينة بوضوح. ويغطي خط السور الروماني، خارج السور البيزنطي ومتحد المركز معه، مساحة أكبر بكثير، تقدر بـ 10 أو 12 هكتاراً. يذكّرنا بناؤه الدقيق، المصنوع من الحجارة الصغيرة المكسوة بالركام والمربوطة بالملاط الهيدروليكي، بالتحصينات الأفريقية التي أقيمت تحت الحكم الروماني من القرن الأول إلى القرن الثالث. تشهد الأبراج الدائرية والمربعة، بالإضافة إلى بوابة محمية بنظام من الحصون المستطيلة والجدران المستديرة، على تعقيد هذا النظام الدفاعي. كما يمكن رؤية آثار واضحة للسور في الصخور المطلة على البحر، مما يشير إلى بناء منهجي يمكن أن يعود تاريخه إلى عهد الملك الفاندالي غنسيريك (455-477).
إن السور البيزنطي، الذي يعود على الأرجح إلى الفترة البيزنطية وفقًا لملاحظات السيد بالو دي ليسرت، يشهد على الحاجة إلى الدفاع وتناقص عدد السكان خلال فترة تراجع السلطة الرومانية والاحتلال الفاندالي. تم الحفاظ على السور، المبني من كتل كبيرة مقطوعة مكدسة الواحدة فوق الأخرى دون إسمنت ظاهر، بشكل جيد للغاية على طول معظم طوله، على الرغم من أنه غالباً ما يتكون من طبقة واحدة من الحجر. وللتعويض عن هذه الرداءة التقنية، صُمم السور بذكاء من خلال سلسلة من الحوائط الساترة والردانات التي تضم بوابات ضيقة، مثل البوابة الرئيسية التي اكتشفت سليمة تقريباً بمفصلاتها الحجرية الضخمة وأوراقها.
تقع الأجزاء الأكثر وضوحاً من السور البيزنطي في طرفيه الشرقي والغربي، حيث يمتد السور إلى داخل البحر لمنع الهجمات من الساحل الضحل. إن بناء السور، بوجهيه المصنوعين من كتل الرماد الكبيرة التي تتصل أحياناً بكتل أصغر، هو نموذج للتحصينات البيزنطية في أفريقيا. وعلى الرغم من علامات البناء المتسرع باستخدام مواد تم إنقاذها، إلا أنه تم العثور على بعض العناصر الزخرفية المسيحية، مثل الورود والكتابات الأحادية، مما يشير إلى أن السور قد احتل بعد عهد غنسيريك.

### الجزيرة
أما بالنسبة للجزيرة والميناء، فالجزيرة المقابلة لشبه الجزيرة، على الرغم من أنها أصبحت الآن مغطاة بالنباتات، إلا أنها تظهر آثار اتصال سابق بالساحل، ربما عبر جسر حجري. كان الميناء نفسه يقع على بعد بضعة كيلومترات إلى الشرق، عند سفح بلدة تاكسبت. تضم الجزيرة، غير الصالحة للسكنى بسبب انحدارها الشديد، وتضم اليوم أثراً واحداً فقط، وهو عبارة عن غرفة صغيرة مقببة تطل على منظر بانورامي للمدينة.

### المقابر
فيما يتعلق بالمقابر، فإن المدافن المحفورة في صخرة ضخمة على يسار الطريق من دليس رائعة. ربما يذكرنا شكلها المستدير من جهة والضيق من جهة أخرى بالمدافن الجنائزية التي استخدمها الفينيقيون. لا يزال تاريخ هذه المدافن الجنائزية غير مؤكد، وهي مدافن جنائزية يعود تاريخها إلى الفترة البونيقية وحتى أواخر المسيحية.

## دين
ايومنيوم كان مقر أبرشية المسيحية في العصور القديمة. تم اكتشاف أنقاض كنيسة صغيرة. يحتوي المبنى على ثلاث بلاطات مع رواق فوق الممرات. كان هناك معمودية من خطة polyfoil إلى الشمال الشرقي.
تم إحياء الأبرشية من قبل الكنيسة الكاثوليكية الرومانية باعتبارها رؤية فخمة. الأسقف الحالي هو خايمي كالديرون كالديرون.

### اقتباسات
1. ↑  "Iomnium, ou la belle Tigzirt... - Babzman". babzman.com. مؤرشف من الأصل في 2020-10-13. اطلع عليه بتاريخ 2020-10-13.
2. 1 2  Lipiński (2004).
3. ↑  P Siggers, Vestiges toponymiques de la presence phenico punique en Sardaigne, p25–35.
4. ↑  Watson (2013).
5. ↑  Robert A. Kaster, Guardians of Language: The Grammarian and Society in Late Antiquity (University of California Press, 1997). p352 & 466.
6. ↑  Photos of Iomnium. نسخة محفوظة 30 مارس 2019 على موقع واي باك مشين.
7. ↑  Richard Stillwell, The Princeton Encyclopedia of Classical Sites (Princeton University Press, 2017) p414. نسخة محفوظة 9 ديسمبر 2018 على موقع واي باك مشين.
8. ↑  Richard Stillwell, William L. MacDonald, Marian Holland McAllister, Stillwell, Richard, MacDonald, William L., McAlister, Marian Holland, Ed., The Princeton]] Encyclopedia of Classical Sites IOMNIUM. نسخة محفوظة 24 أغسطس 2019 على موقع واي باك مشين.
9. ↑  Mannert & al. (1842).
10. ↑  Lipiński (2004), pp. 397–9. "نسخة مؤرشفة". مؤرشف من الأصل في 2018-12-09. اطلع عليه بتاريخ 2019-08-24.{{استشهاد ويب}}:  صيانة الاستشهاد: BOT: original URL status unknown (link)
11. ↑  Gavault P. Étude sur les ruines romaines de Tigzirt. E. Leroux; 1897.
12. ↑  Gsell, Mélanges de l'École de Rome, XIV (1894)، ص 359.<ref>: نظرًا لضرورات التوجيه، كانت الواجهة الرئيسية هي التي تواجه السور، وليس الحنية، كما كان الحال في إيومنيوم.

ملف:File:TigzirtBasilicaPlan.pngPlan de la basilique de Tigzirt
Coupe de la basilique de Tigzirt

من ناحية أخرى، يبدو أن بوابة إيومنيوم كانت تفتح على شارع أو مربع، كما يتضح من حجارة الرصف غير المنتظمة إلى حد ما التي تغطي الأرض أمام المدخل. يأخذ مخطط المبنى شكل مستطيل واسع طوله 38 متراً وعرضه 21 متراً، مع حنية مقوسة تبرز بحوالي مترين. أما المبنى ذو الشكل المنحني، الذي تبلغ مساحته 11 في 22 متراً في أعرض نقطة له، فيعود إلى الجانب الأيسر.

ووفقاً للطقوس، يمتد المحور الطولي من الشرق إلى الغرب. وكان من السهل تحديد هذا الاتجاه في إيومنيوم، حيث كانت الطرق الرئيسية، كما هو الحال في معظم المدن الساحلية، تتبع عموماً هذا الاتجاه، الذي يتوافق أيضاً مع الطريق الساحلي.

بُنيت الجدران الخارجية برابطة غير منتظمة إلى حد ما وصغيرة الحجم، مع تباعد بين طبقات الأشلار بمسافة 2.20 م إلى 2.70 م. ويُستثنى من ذلك واجهة الصحن المركزي وثلثي الجدار الجنوبي، وهي مبنية من الحجر بأحجام مختلفة ومصممة بطريقة غير منظمة مع كتل صغيرة تملأ الفراغات. من الصعب تحديد ما إذا كانت هذه مرحلة إعادة تطوير أو عملية بناء محددة في هذه المنطقة. ويبدو أن الفرضية الأولى هي الأرجح.

فصلت الأعمدة المزدوجة صحن الكنيسة عن الممرات على كلا الجانبين. تتميز البازيليكات المسيحية بأربعة أنواع من الأعمدة:<ref>Corroroyer، العمارة الرومانية، الشكل 58.
13. ↑  Bourlier et Pallu de Lessert, Revue de l'Afrique française, IV (1886)، ص 145؛ Comptes rendus de l'Académie des inscriptions, 1886، ص 270.
14. 1 2  Iomnium. نسخة محفوظة 17 أغسطس 2018 على موقع واي باك مشين.
15. ↑  Titular Episcopal See of Iomnium. نسخة محفوظة 17 أغسطس 2018 على موقع واي باك مشين.

### قائمة المراجع
- Lipiński, Edward (2004)، Itineraria Phoenicia، Orientalia Lovaniensia Analecta، رقم   127، Studia Phoenicia، المجلد.   ثامن عشر، لوفين: بيتيجيفيج بيترز
- Mannert, Conrad; et al. (1842), Géographie Ancienne des États Barbaresques ... . (بالفرنسية)
- Watson, Wilfred G.E. (2013), "Loan Loan in Phoenician and Punic"، Ritual، Religion، and Reason، Veröffentlichungen zur Kultur und Geschichte des Alten Orients und des Alten Testaments، No.   404، Munster: Ugarit-Verlag، pp.   327–346 .